# Simulium johannae
Simulium johannae är en tvåvingeart som beskrevs av Wanson 1947. Simulium johannae ingår i släktet Simulium och familjen knott.
Artens utbredningsområde är Kongo. Inga underarter finns listade i Catalogue of Life.